# Vattenfelsbrytare
Vattenfelsbrytare är en komponent som används för att bryta en krets med vatten.

## Konstruktion
Vattenfelsbrytaren består vanligen av en kulventil som är kopplad till en elmotor, en trycksensor samt en datorenhet. Datorenheten registrerar vattentrycken och användningen av vatten i fastigheten och skapar utefter det ett användningsmönster. Datorn känner med hjälp av sensorn av oväntade förändringar i systemet som då registreras som läckage och meddelar ventilen att stänga flödet, på så sätt kan översvämning förhindras. Vissa vattenfelsbrytare kan även trycktesta systemet vid en tidpunkt som de boende inte är aktiva på för att undersöka om läckage finns.